# Rydnia
Rydnia – strumień w gminie Latowicz, lewy dopływ rzeki Świder, o długości 14 km. Wypływa na północ od wsi Chromin w gminie Borowie.